# Tago Mago
Tago Mago — другий студійний альбом німецького краут-рок гурту Can, що спочатку вийшов як подвійна платівка у серпні 1971 року на лейблі United Artists. Це був перший альбом гурту, в якому взяв участь Дамо Сузукі після відходу попереднього вокаліста Малкольма Муні у 1970 році. Записаний в орендованому замку поблизу Кельна, альбом містить довгі експериментальні треки, що поєднують рок-імпровізацію, фанкові ритми та техніку конкретної музики.
Tago Mago був описаний як найкращий і найекстремальніший за звучанням і структурою альбом Can. Альбом отримав широке визнання критиків і згадується як такий, що вплинув на багатьох виконавців. Drowned in Sound назвав його «можливо, найвпливовішим рок-альбомом з усіх коли-небудь записаних».

## Запис і продакшн
Після того, як Малкольм Муні покинув Can у 1970 році, гурт залишився без вокаліста. Басист Хольгер Чукай зустрів Кенджі «Дамо» Сузукі, який виступав біля кафе в Мюнхені, і запросив його приєднатися до гурту. Того вечора Сузукі виступив з гуртом у клубі Blow Up і згодом став учасником Can.
Tago Mago був записаний Чукаєм у замку Ньорвеніх, розташованому неподалік від Кельна, між листопадом 1970-го та лютим 1971 року. На початку 1968 року гурт отримав запрошення безкоштовно пожити в замку протягом року від колекціонера творів мистецтва Крістофа Вохвінкеля, який орендував замок з метою перетворення його на мистецький центр.
Запис зайняв три місяці, причому сесії часто тривали до 16 годин на день. Чукай монтував довгі, неорганізовані джеми у структуровані пісні. Для запису сесій він використовував лише два двохдоріжкових магнітофони. Через обмеження двохдоріжкового запису група віддала перевагу передпокою замку з високою стелею, архітектурній ревербераційній камері, використовуючи природну акустику та оптимально розмістивши мікрофони відносно своїх інструментів. Через інтенсивну реверберацію Чукай скористався звуковим потоком і обмежив групу трьома мікрофонами, які розділили між собою вокаліст Дамо Сузукі та барабанщик Яки Лібецайт. Клавішник Ірмін Шмідт експериментував з генераторами синусоїдальних хвиль і осциляторами замість типових синтезаторів на пісні «Aumgn».
Tago Mago став першим альбомом Can, який складався не лише з регулярно записаної музики, а й з «проміжних» записів, для яких Чукай таємно записував, як музиканти джемили під час сесій перед продакшном. Він також захопив проміжні записи криків дитини, яка помилково зайшла в кімнату під час запису, а також виття собаки Вохвінкеля.
За словами Чукая, альбом був названий на честь острова Тагомаго, що знаходиться біля східного узбережжя Ібіси.
Спочатку він вийшов у Німеччині як подвійна платівка у серпні 1971 року на лейблі United Artists Records. Британський реліз з іншою обкладинкою відбувся у лютому 1972 року.

## Музика

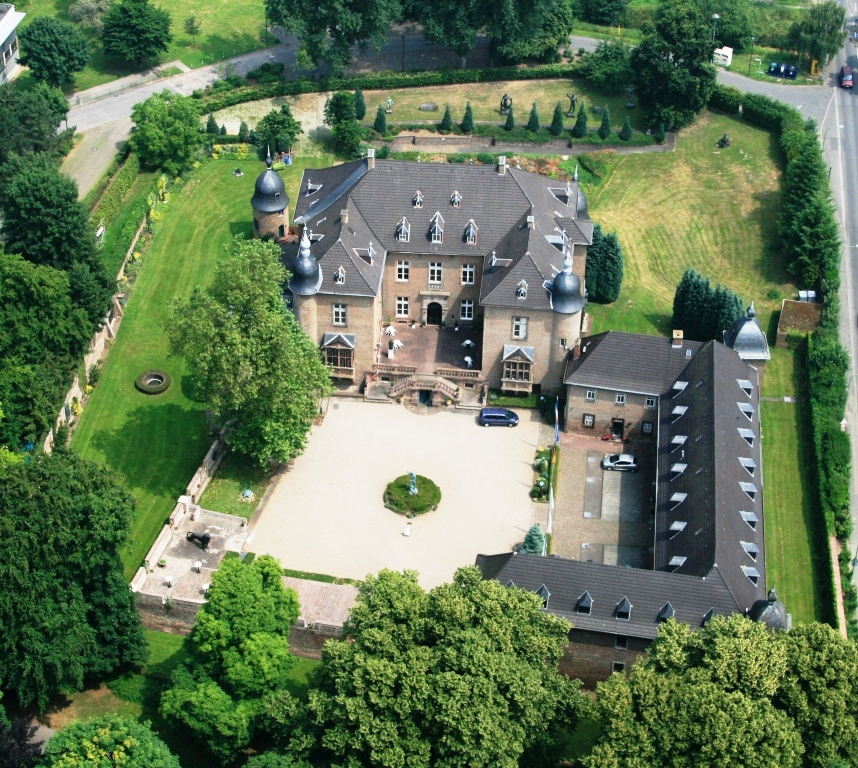
Замок Нервеніх, де було записано Tago Mago

Tago Mago ознаменувався зміною звучання Can на більш джазове та експериментальне, ніж у попередніх записах — з довшими інструментальними інтерлюдіями та меншою кількістю вокалу; ця зміна була спричинена різкою різницею між Сузукі та домінантнішим колишнім вокалістом гурту Муні. Can черпали звукове натхнення з таких різноманітних джерел, як джазові музиканти, такі як Майлз Девіс, та з електронної авангардної музики. На створення альбому вплинув окультист Алістер Кроулі, що знайшло своє відображення в похмурому саунді альбому та в його назві. Він названий на честь острова Тагомаго, який фігурує в легенді Кроулі, а назва треку «Aumgn» походить від посилання Кроулі на склад індуїстської мантри Ом. Чукай зазначає, що альбом був «спробою досягти таємничого музичного світу від світла до темряви і назад». Гурт назвав альбом своїм «магічним записом». Треки були описані як такі, що мають «атмосферу загадковості і заборонених секретів».
Tago Mago розділений на дві частини, перша з яких традиційніша і структурованіша, а друга експериментальніша та авангардніша. Роні Саріг, автор книги «Таємна історія року», назвав другий альбом «максимально наближеним до авангардної шумової музики». Треки «Aumgn» і «Peking O», що містять магнітофонні та радіо експерименти Чукая, змусили музичних критиків припустити, що Tago Mago — це «найбільш екстремальний альбом Can з точки зору звучання і структури». У «Peking O» вперше було використано драм-машину, Ace Tone Rhythm Ace, у поєднанні з акустичними барабанами. У «Aumgn» замість вокалу Сузукі співає клавішник Ірмін Шмідт. Завершальний трек, «Bring Me Coffee or Tea», був описаний Реггеттом як «кода до знакового запису».
Довгий сайд-трек «Halleluhwah» на першому альбомі був скорочений з 18½ до 3½ хвилин для бі-сайду синглу «Turtles Have Short Legs», нової пісні, записаної під час сесій Tago Mago і виданої лейблом Liberty Records у 1971 році. Інша, скорочена на 5½ хвилин версія «Halleluhwah» пізніше з'явиться на компіляції Cannibalism у 1978 році, в той час, як бі-сайд синглу залишався поза друком, доки не був включений до альбому 1992 року — Cannibalism 2.

## Відгуки та вплив
Tago Mago отримав схвальні відгуки критиків і вважається першопрохідцем у різних сучасних музичних стилях. Реггетт з AllMusic назвав Tago Mago «раритетом початку 70-х, подвійним альбомом без жодної змарнованої ноти». Багато критиків, особливо у Великій Британії, охоче хвалили альбом, і наприкінці 1971 року Can відіграли свій перший концерт у Сполученому Королівстві.
Джуліан Коуп писав у Krautrocksampler, що Tago Mago «звучить тільки як він сам, як ніхто до або після», і описував тексти пісень як заглиблення «вглиб Несвідомого». Dummy назвав його «жанрово визначальним твором психоделічної, експериментальної рок-музики». Критик Саймон Рейнольдс схарактеризував звучання платівки як «шаманський аван-фанк».

### Вплив
Різні артисти говорили про вплив Tago Mago на їхню творчість. Джон Лайдон з Sex Pistols та Public Image Ltd назвав його «приголомшливим» у своїй автобіографії Rotten: No Irish, No Blacks, No Dogs, а Боббі Гіллеспі з The Jesus and Mary Chain і Primal Scream сказав: «Ця музика не була схожа ні на що, що я чув раніше, не американська, не рок-н-рол, а загадкова і європейська.» Марк Голліс з Talk Talk назвав Tago Mago «надзвичайно важливим альбомом» і натхненням для його власного Laughing Stock. Марк Болан назвав лірику Сузукі у вільній формі своїм натхненням. Джонні Ґрінвуд і Том Йорк з Radiohead посилаються на альбом як на ранній вплив.
Були спроби кількох виконавців зіграти кавер-версії пісень з Tago Mago. Альбом Flaming Lips In a Priest Driven Ambulance містить пісню під назвою «Take Meta Mars», яка є спробою кавер-версії пісні «Mushroom». Однак, оскільки учасники гурту чули пісню лише один раз і не мали її копії, пісня є лише схожою за звучанням і не є повноцінним кавером. Jesus and Mary Chain виконали цю пісню наживо і включили її до CD-версії Barbed Wire Kisses. Гурт The Fall записав пісню, що завдячує треку Tago Mago «Oh Yeah» під назвою «I Am Damo Suzuki» для альбому 1985 року This Nation's Saving Grace.
До альбому Sacrilege увійшли ремікс-версії кількох треків Tago Mago від різних виконавців.

### Нагороди
Tago Mago увійшов до книги 1001 Albums You Must Hear Before You Die, в якій зазначено «Навіть через 30 років Tago Mago звучить освіжаюче сучасно і напрочуд екстремально». Acclaimed Music ставить його на 243 місце серед найпопулярніших альбомів усіх часів.
| Видання/джерело | Відзнака                                      | Рік  | Позиція |
| --------------- | --------------------------------------------- | ---- | ------- |
| Pitchfork       | «Top 100 Albums of the 1970s»                 | 2004 | 29      |
| Uncut           | «200 Greatest Albums of All Time»             | 2016 | 88      |
| NME             | «NME's The 500 Greatest Albums of All Time»   | 2013 | 409     |
| NME             | «Some of the Greatest Double LPs Ever Issued» | 1991 | 21      |
| Sounds          | «The 100 Best Albums of All Time»             | 1986 | 51      |
| Mojo            | «The 100 Records That Changed the World»      | 2007 | 62      |
| The Guardian    | «1000 Albums to Hear Before You Die»          | 2007 | -       |
| Tom Moon        | «1,000 Recordings to Hear Before You Die»     | 2008 | -       |

## Трек-лист
Автор музики і слів Хольгер Чукай, Міхаель Каролі, Яки Лібецайт, Ірмін Шмідт та Дамо Сузукі. 
| Сторона 1 | Сторона 1    | Сторона 1  |
| #         | Назва        | Тривалість |
| --------- | ------------ | ---------- |
| 1.        | «Paperhouse» | 7:28       |
| 2.        | «Mushroom»   | 4:03       |
| 3.        | «Oh Yeah»    | 7:23       |

| Сторона 2 | Сторона 2     | Сторона 2  |
| #         | Назва         | Тривалість |
| --------- | ------------- | ---------- |
| 1.        | «Halleluhwah» | 18:32      |

| Сторона 3 | Сторона 3 | Сторона 3  |
| #         | Назва     | Тривалість |
| --------- | --------- | ---------- |
| 1.        | «Aumgn»   | 17:37      |

| Сторона 4 | Сторона 4                | Сторона 4  |
| #         | Назва                    | Тривалість |
| --------- | ------------------------ | ---------- |
| 1.        | «Peking O»               | 11:37      |
| 2.        | «Bring Me Coffee or Tea» | 6:47       |
| 73:27     |                          |            |

| 40th Anniversary Edition bonus tracks | 40th Anniversary Edition bonus tracks | 40th Anniversary Edition bonus tracks |
| #                                     | Назва                                 | Тривалість                            |
| ------------------------------------- | ------------------------------------- | ------------------------------------- |
| 1.                                    | «Mushroom» (Live 1972)                | 8:42                                  |
| 2.                                    | «Spoon» (Live 1972)                   | 29:55                                 |
| 3.                                    | «Halleluhwah» (Live 1972)             | 9:12                                  |
| 47:49                                 |                                       |                                       |

## Персоналії
- Дамо Сузукі — вокал
- Хольгер Чукай — бас, інженерінг, редагування
- Міхаель Каролі — електрогітара, скрипка
- Яки Лібецайт — барабани, контрабас, піаніно
- Ірмін Шмідт — орган, електропіаніно, осцилятор; вокал на «Aumgn»

### Продакшн
- У. Айхбергер — оригінальна обкладинка і дизайн
- Андреас Торклер — дизайн (перевидання 2004 року)